# 石井飛鳥
石井 飛鳥（いしい あすか、1985年4月4日 - ）は、日本の写真家、脚本家、演出家。
アングラ演劇を越えた、アッパーグラウンドを目指して活動する虚飾集団廻天百眼を主宰。代表作は同劇団における「少女椿」「悦楽乱歩遊戯」「冥婚ゲシュタルト」など。日本劇作家協会会員。

## 概要
東京生まれ。高校で演劇部を経験し、日本写真芸術専門学校卒業後、個人で活動していた詩の朗読活動に演劇人やダンサーなどが集って発展し、2005年に「御霊祭御祭騒」で脚本家・演出家としてデビュー、以後、虚飾集団廻天百眼を中心に、紅日毬子、十三月紅夜、大島朋恵、こもだまりなどアングラ劇で活躍することになる俳優やミュージシャンを用いて音楽ライブ、ミュージカル、アングラが一体となった劇を制作している。

## 写真
- 二十歳の毬子＜モデル：紅日毬子＞
- VOGUE（イタリア語版）2021年 ＜モデル：白永歩美＞[3]
- APAアワード2022 第50回公益社団法人日本広告写真家協会公募展 入選 2022年 ＜モデル：天宮来来来＞[4]
- SARI寫眞集「樂園」 2022年 ＜モデル：瑳里＞

## 映像
- 東京残酷警察スピンオフ作品『ザ・ヒロイン・オブ・マイ・アドゥレセンス』